# ATV亞洲音樂
亞洲音樂（aTV Music），是亞洲電視的一間全資附屬公司，於2008年成立，以「延續真好音樂」為口號。業務除製作、出版、發行音樂作品外，亦包括亞視音樂節目的製作，而首個音樂節目為《樂壇風雲50年》。

## 已約滿歌手
- 蔡立
- 歐陽德勛

## 過往口號
- 2008年--「延續真好音樂」
- 2010年--「音樂無界·自由共享」